# アントワネット・フーク
アントワネット・フーク (Antoinette Fouque; 1936年10月1日 - 2014年2月20日) はフランスの精神分析家、政治学者、評論家、ポスト・フェミニスト。女性解放運動 (MLF)の担い手（オピニオンリーダー）であり、MLF内にグループ「精神分析と政治（プシケポ）」を結成した。1974年、「女たちの創造力が文化を豊かにする」という信念から出版社「デ・ファム社」（女性出版社）を創設。さらに1982年、非識字者、移民などに配慮したカセット・ライブラリー「声の図書館」を開設した。1989年に「民主主義のための女性同盟 (AFD)」、1990年に市民団体「パリテ2000」を創設してパリテ（選挙候補者の男女同数制） ― 男女の政治参画への平等 ― を推進した。パリ第8大学で政治学、パリ第1大学で精神分析学の研究指導教授としてセミナーを担当。1994年から1999年まで欧州議会議員を務めた。レジオンドヌール勲章コマンドゥール、芸術文化勲章コマンドゥール、国家功労勲章グラントフィシエを受けた。

## 思想・功績

### 生い立ち
アントワネット・フーク（旧姓グリュニアルディ）は1936年10月1日、マルセイユに生まれた。父はコルシカ島出身、母はイタリア南部カラブリア出身であった。フーク自身の言葉によると、「母は読み書きができなかったが」、「私の知る限り最も頭脳明晰かつ自立した女」であり、「暴力なしで自由を手に入れる天性とも言えるもの」を備えていたという。

### ジャック・ラカンとの出会い
エクス＝アン＝プロヴァンス大学で近代文学の学士号を取得した後に結婚。夫と共にパリに出て、ソルボンヌ大学に学び、近代文学の修士号を取得。さらに高等研究実習院に進み、ロラン・バルトに師事。次いでパリ・フロイト派のジャック・ラカンに師事して精神分析学を学んだ（なお、ラカンは精神分析の解釈・理論をごく限られた数の聴講生の前で語った。彼の著書『エクリ』はほとんどが講義、報告、発言、セミナーなどにより構成される）。

### 五月革命の苦い経験
1968年5月に学生運動（五月革命）が起こったときには博士課程の3年目であったが、既に4歳になる娘がいた。5月13日にソルボンヌで、フェミニストの小説家モニック・ウィティッグらと「文化活動革命委員会」を作り、路上芝居などを通して革命意識を高めようとしたが、限界を感じた。「五月革命は思考を解放する出来事だったが、運営するのも敷石を投げるのも男で、女は会合で発言しない。この革命でも女はしょせん『第二の性』。性革命は男のもの、女は解放されたと信じて妊娠するのがオチ。堕胎は難しいから苦しむ。ソルボンヌの時からモニックも私も、5月革命から解放されて、女の運動を作る必要を感じた」と回想している。

### 女性解放運動 (MLF)
こうした五月革命の苦い経験から、モニック・ウィッティグらと共に女性解放運動 (MLF) を立ち上げ、MLF内に主に文学、政治学、精神分析学を学んだ女性たちから成るグループ「精神分析と政治（プシケポ）」を結成した。「精神分析と政治」は精神分析を軸として女性のセクシュアリティ探究から出発する社会・歴史理論の想像を目指したが、フーク自身は「私はフェミニストではない。あえて言うならポスト・フェミニストである」とし、「フェミニズムとはヒューマニズム（人間主義という名の男性主義）の裏返しであり、男になりたい娘の主張にすぎず、女たちが家父長制の枠（精神分析でいう男根期）から脱けでていないことを示している」と考えた。フロイトやラカンの精神分析の影響を受けたフークにとって「精神分析」は「私の母、問いを発する内心そのもの、絶えず警戒する不安」、「政治」とは「私の父で、労働者階級の反乱、抵抗による政治参加」を意味するものであった。

### 差異主義
フランスの女性学（フェミニズム、ポスト・フェミニズム、ポスト構造主義フェミニズム）はごく大雑把に普遍主義（平等派）と差異主義（差異派）に分けることができる。ジュリア・クリステヴァ、リュス・イリガライ、エレーヌ・シクスーはポスト構造主義フェミニズムの「理論家」とされるため、アンガージュマン（政治・社会参加）―― 女性解放運動、男女の政治参画への平等、パリテ法（選挙候補者の男女同数制）等 ―― に限定するなら、フーク、シルヴィアンヌ・アガサンスキーらの差異派が精神分析や言語学の研究成果に立脚して性差の意味を追究し、理論の深化を目指す立場から、政治においても差異を認めた上での平等を重視したのに対して、クリスティーヌ・デルフィを中心とする平等派は、避妊や人工妊娠中絶の権利を求め、デモや集会といった時にラディカルな直接行動に訴えながら、女性解放運動を率いたグループである。彼女らはボーヴォワールの『第二の性』の思想を継承し、歴史的・社会的に構築された性差を認めない普遍主義的アプローチによりこれを乗り越えようとした。この立場を取る歴史学者・哲学者のエリザベット・バダンテールは、性差を強調することは、母性信仰を復活させ、過去のフェミニズムの成果を損なう「退行」であると主張した。これに対してフークは普遍主義・平等派について、「この絶対的な普遍主義への回帰、非差異を目指すこの戦闘的態度は、現代思想の先鋭と比較してみれば、精神分析以前であり、太古的だと思われる」とし、さらにこれを意識と無意識に関係になぞらえ、「意識は氷山の目に見える部分で、平等は、同様に、差異の目に見える部分」である、「無意識なき意識は知性の見せかけでしかなく、差異なき平等は机上の空論、精神の廃墟」だと表現した。
フークはこうした差異主義に基づく女性運動の担い手として、以下の組織を立ち上げた。
- 「女たちの創造力が文化を豊かにする」という信念に基づく出版社「デ・ファム社」(1973)：欧州初の女性の著作物専門の出版社
- 「デ・ファム図書館」(1974,1976, 1977)：2007年以降、出版社、図書館、画廊を兼ねたエスパス「デ・ファム」
- カセット・ライブラリー「声の図書館」
- 女性学研究所およびコレージュ・ド・フェミノロジー (1978)
- 「民主主義のための女性同盟 (AFD)」(1989)
- 「ソジニー監視機構」(1989)
- 市民団体「パリテ2000」(1989)

### その他の主な功績
1994年から1999年まで欧州議会議員を務め、外務委員会および自由権委員会の委員長、女性の権利委員会の副委員長を歴任した。
1988年に「民主主義のための女性同盟 (AFD)」、1992年に市民団体「パリテ2000」を創設した。
フランコ体制に反対して投獄され『エヴァの日記 ― スペインの獄舎から』で知られるエヴァ・フォレスト、ミャンマーにおける非暴力民主化運動の指導者で繰り返し自宅軟禁されたアウンサンスーチー、国家反逆罪の容疑で逮捕されたトルコの女性政治家レイラ・ザーナ、イスラム教を冒涜する内容の小説を著したとしてイスラム過激派から死刑宣告を受け、亡命生活を送っているバングラデシュ人作家タスリマ・ナスリン、リビア東部ベンガジの病院で400人あまりの子どもにエイズウイルス (HIV) を感染させたとして死刑判決を受けたブルガリア人看護師など、危険な状況にある女性たちを支援した。アウンサンスーチーには1995年にヤンゴンで会う機会を得た。
カリフォルニアでフランス・サンディエゴ同盟 (1985-1988) および女性国際センター国際部門 (1985-1988) の会長を務めた。
パリ第8大学で政治学、パリ第1大学で精神分析学の研究指導教授としてセミナーを担当した。
2014年2月20日、パリにて死去、享年77歳。右派・左派を問わず多くの政治家が追悼の辞を捧げた。2月26日、モンパルナス墓地に埋葬。政治家のみならず、多くの著名人が参列した。

## 著書
- Il y a deux sexes. Essais de féminologie (性は二つ ― フェミノロジー論), (Gallimard, 1995, 増補新版 2004)
- Gravidanza. Essais de féminologie II (グラヴィダンザ ― フェミノロジー論 II) (Des femmes, 2007).
- Génésique, Essais de féminologie III (グラヴィダンザ ― フェミノロジー論 III) (Des femmes, 2012)
- Le bon plaisir (たっぷり楽しんで), CD 3枚組, ラジオ局「フランス・キュルチュール」の番組のCD版 (Des femmes, 1990)
- Génération MLF – 1968-2008 (MLF世代), 監修 (Des femmes, 2008)
- Qui êtes-vous Antoinette Fouque ? (アントワネット・フークとは誰か), クリストフ・ブルセイエとの対談, (Bourin, 2009)
- Le Dictionnaire universel des créatrices (世界女性著作家事典), 共編 (Des femmes, 2013) 全3巻
- 映画 Sonia Rykiel, Rhapsodie in black (ソニア・リキエル ― 黒衣のラプソディー), 2008年にパリ装飾芸術美術館で上映

ジュリー・ベルトゥチェリ監督が2008年に『アントワネット・フーク ― 女とは何か (Antoinette Fouque, qu’est-ce qu’une femme ?)』を制作。フランス5で放映された。
2007年に『アントワネット・フークと共に考える (Penser avec Antoinette Fouque)』(Des femmes) が出版された。アラン・トゥレーヌ、シャルル・ジュリエ、ジャン＝ジョゼフ・グー、シャンタル・シャワフ、ローランス・ゾルダンらが寄稿している。